# Naucoria
Naucoria is een geslacht van schimmels behorend tot de familie Hymenogastraceae. 

## Soorten
Volgens Index Fungorum telt het geslacht 175 soorten (peildatum september 2023):
| Soortnaam                                   | Auteur(s)                                   | Publicatiejaar |
| ------------------------------------------- | ------------------------------------------- | -------------- |
| Naucoria abdita                             | Herp.                                       | 1912           |
| Naucoria adnata                             | Velen.                                      | 1921           |
| Naucoria aggregata                          | Henn.                                       | 1899           |
| Naucoria agrostidea                         | Velen.                                      | 1930           |
| Naucoria alba                               | Velen.                                      | 1921           |
| Naucoria amarescens                         | Quél.                                       | 1883           |
| Naucoria annelata                           | Velen.                                      | 1921           |
| Naucoria apiahyensis                        | Speg.                                       | 1889           |
| Naucoria appendiculata                      | Murrill                                     | 1940           |
| Naucoria applanata                          | Velen.                                      | 1921           |
| Naucoria arctica                            | Lebedeva                                    | 1924           |
| Naucoria arenosa                            | Velen.                                      | 1921           |
| Naucoria argentipes                         | Velen.                                      | 1947           |
| Naucoria aureobrunnea                       | (Berk. & M.A. Curtis) Cout.                 | 1925           |
| Naucoria aurora                             | Sacc.                                       | 1891           |
| Naucoria badakensis                         | Henn.                                       | 1899           |
| Naucoria badia                              | Murrill                                     | 1917           |
| Naucoria belluloides                        | Kauffman                                    | 1926           |
| Naucoria bergii                             | Speg.                                       | 1898           |
| Naucoria bipindeensis                       | Henn.                                       | 1897           |
| Naucoria bogoriensis                        | Henn. & E. Nyman                            | 1899           |
| Naucoria bohemica                           | Velen.                                      | 1921           |
| Naucoria brachypodii                        | Velen.                                      | 1939           |
| Naucoria brachypus                          | Speg.                                       | 1898           |
| Naucoria brevipes                           | Cout.                                       | 1925           |
| Naucoria buettneri                          | Henn.                                       | 1893           |
| Naucoria cacaina                            | Velen.                                      | 1939           |
| Naucoria caespitosa                         | Murrill                                     | 1917           |
| Naucoria californica                        | Murrill                                     | 1917           |
| Naucoria cauliphila                         | Velen.                                      | 1921           |
| Naucoria cauralis                           | Zeller                                      | 1938           |
| Naucoria cedriolens                         | Bresinsky & Schmid-Heckel                   | 1985           |
| Naucoria celluloderma                       | P.D. Orton                                  | 1960           |
| Naucoria cerealis                           | Boewe                                       | 1938           |
| Naucoria cerodes                            | (Fr.) P. Kumm.                              | 1872           |
| Naucoria chamiteae                          | (Kühner) Senn-Irlet                         | 1986           |
| Naucoria charvatii                          | Pilát                                       | 1953           |
| Naucoria chrysea                            | Sacc.                                       | 1911           |
| Naucoria chrysotricha                       | (Berk. & M.A. Curtis) Cout.                 | 1925           |
| Naucoria cisneroi                           | (Speg.) Speg.                               | 1887           |
| Naucoria citrina                            | Velen.                                      | 1947           |
| Naucoria clavuligeroides                    | P.D. Orton                                  | 1984           |
| Naucoria conicopapillata                    | (Henn.) Sacc. & P. Syd.                     | 1902           |
| Naucoria contraria                          | (Peck) Sacc.                                | 1887           |
| Naucoria crepidotiformis                    | Velen.                                      | 1947           |
| Naucoria crocea                             | Velen.                                      | 1921           |
| Naucoria curvomarginata                     | (Peck) Sacc.                                | 1887           |
| Naucoria cuspidata                          | Bres.                                       | 1931           |
| Naucoria dahliana                           | Henn.                                       | 1898           |
| Naucoria dartevellei                        | Beeli                                       | 1934           |
| Naucoria decolorata                         | Malençon ex R. Galán, G. Moreno & A. Ortega | 1983           |
| Naucoria denticulata                        | Velen.                                      | 1921           |
| Naucoria denudata                           | Velen.                                      | 1921           |
| Naucoria devia                              | (Singer) Raithelh.                          | 1988           |
| Naucoria diplocystis                        | (Singer) Raithelh.                          | 1988           |
| Naucoria disseminata                        | Velen.                                      | 1921           |
| Naucoria distantifolia                      | (Murrill) Dennis                            | 1953           |
| Naucoria dusenii                            | Henn.                                       | 1895           |
| Naucoria elata                              | P. Karst.                                   | 1905           |
| Naucoria eriophori                          | Velen.                                      | 1930           |
| Naucoria escharioides (Bleke elzenzompzwam) | (Fr.) P. Kumm.                              | 1871           |
| Naucoria eucalypti                          | Torrend                                     | 1913           |
| Naucoria exalbata                           | Velen.                                      | 1921           |
| Naucoria excentrica                         | Velen.                                      | 1930           |
| Naucoria farinosa                           | Velen.                                      | 1921           |
| Naucoria fellea                             | (J. Favre) Raithelh.                        | 1978           |
| Naucoria flavoviridula                      | Henn.                                       | 1899           |
| Naucoria floridana                          | Murrill                                     | 1945           |
| Naucoria foetida                            | Velen.                                      | 1931           |
| Naucoria fontiana                           | Maire                                       | 1937           |
| Naucoria fuscoviolacea                      | Velen.                                      | 1947           |
| Naucoria fusispora                          | Henn.                                       | 1901           |
| Naucoria geminella                          | (Peck) Sacc.                                | 1887           |
| Naucoria geraniolens                        | (Courtec.) Gerw. Keller                     | 2001           |
| Naucoria glabra                             | Velen.                                      | 1921           |
| Naucoria globispora                         | Velen.                                      | 1947           |
| Naucoria gomphodes                          | (Sacc.) Killerm.                            | 1928           |
| Naucoria gregoriana                         | (Speg.) Speg.                               | 1891           |
| Naucoria harperi                            | Murrill                                     | 1917           |
| Naucoria jaundensis                         | Henn.                                       | 1901           |
| Naucoria juruensis                          | Henn.                                       | 1904           |
| Naucoria kilimandscharica                   | Henn.                                       | 1895           |
| Naucoria lanata                             | Sacc.                                       | 1910           |
| Naucoria leucocnemis                        | (Romagn.) E. Ludw.                          | 2001           |
| Naucoria lignatilis                         | Velen.                                      | 1947           |
| Naucoria lusitanica                         | Cout.                                       | 1932           |
| Naucoria lutescens                          | Velen.                                      | 1921           |
| Naucoria manilensis                         | P.W. Graff                                  | 1913           |
| Naucoria melinoides                         | (Bull.) P. Kumm.                            | 1871           |
| Naucoria mexicana                           | Murrill                                     | 1917           |
| Naucoria microsperma                        | Speg.                                       | 1926           |
| Naucoria milliaris                          | Velen.                                      | 1939           |
| Naucoria mirabilis                          | Velen.                                      | 1921           |
| Naucoria miryensis                          | Henn.                                       | 1904           |
| Naucoria montana                            | Murrill                                     | 1912           |
| Naucoria musarum                            | Pat. & Demange                              | 1910           |
| Naucoria nuda                               | Velen.                                      | 1921           |
| Naucoria obscura                            | Velen.                                      | 1947           |
| Naucoria obtusa                             | Sacc.                                       | 1891           |
| Naucoria obtusissima                        | Kauffman                                    | 1933           |
| Naucoria oligophylla                        | Velen.                                      | 1921           |
| Naucoria olivacea                           | Velen.                                      | 1947           |
| Naucoria ovalis                             | Singer                                      | 1961           |
| Naucoria pallida                            | Velen.                                      | 1921           |
| Naucoria paludestris                        | Herp.                                       | 1912           |
| Naucoria paludosa                           | Peck                                        | 1888           |
| Naucoria pamirica                           | Lebedeva                                    | 1944           |
| Naucoria pampeana                           | (Speg.) Rick                                | 1938           |
| Naucoria pampicola                          | Speg.                                       | 1898           |
| Naucoria polytrichi                         | Velen.                                      | 1947           |
| Naucoria praeumbonata                       | Murrill                                     | 1943           |
| Naucoria pseudannulata                      | Hruby                                       | 1930           |
| Naucoria pseudohilaris                      | Velen.                                      | 1921           |
| Naucoria pseudoscolecina                    | D.A. Reid                                   | 1984           |
| Naucoria pubescens                          | Murrill                                     | 1917           |
| Naucoria puellula                           | Speg.                                       | 1891           |
| Naucoria pusillima                          | Speg.                                       | 1889           |
| Naucoria rhizophora                         | Velen.                                      | 1939           |
| Naucoria rigidipes                          | Speg.                                       | 1889           |
| Naucoria rivularis                          | Velen.                                      | 1939           |
| Naucoria rostellata                         | Velen.                                      | 1921           |
| Naucoria rostrata                           | Velen.                                      | 1939           |
| Naucoria rubicunda                          | Velen.                                      | 1921           |
| Naucoria rugulosa                           | Rick                                        | 1920           |
| Naucoria russa                              | (Cooke & Massee) Sacc.                      | 1887           |
| Naucoria saliceti                           | P.D. Orton                                  | 1984           |
| Naucoria salicetorum                        | D.A. Reid                                   | 1984           |
| Naucoria salicis                            | P.D. Orton                                  | 1960           |
| Naucoria scirpicola                         | Peck                                        | 1889           |
| Naucoria scleroticola                       | Lloyd                                       | 1917           |
| Naucoria sclerotina                         | Velen.                                      | 1924           |
| Naucoria scolecina                          | (Fr.) Quél.                                 | 1875           |
| Naucoria setipes                            | Hruby                                       | 1930           |
| Naucoria silacea                            | Herp.                                       | 1912           |
| Naucoria silvae-novae                       | D.A. Reid                                   | 1984           |
| Naucoria similiformis                       | Murrill                                     | 1945           |
| Naucoria spadicea                           | D.A. Reid                                   | 1984           |
| Naucoria spegazzinii                        | Sacc. & P. Syd.                             | 1902           |
| Naucoria sphaerospora                       | Henn.                                       | 1897           |
| Naucoria sphagneti                          | P.D. Orton                                  | 1960           |
| Naucoria sphagnorum                         | Murrill                                     | 1917           |
| Naucoria straminea                          | Velen.                                      | 1921           |
| Naucoria striata                            | Clem. & Shear                               | 1901           |
| Naucoria striatula                          | P.D. Orton                                  | 1960           |
| Naucoria suavis                             | Bres.                                       | 1884           |
| Naucoria subconspersa                       | Kühner ex P.D. Orton                        | 1960           |
| Naucoria subcucumis                         | Henn.                                       | 1899           |
| Naucoria subcuspidata                       | Murrill                                     | 1945           |
| Naucoria subglobosa                         | (Alb. & Schwein.) Quél.                     | 1880           |
| Naucoria subsericea                         | Velen.                                      | 1947           |
| Naucoria subtilis                           | Velen.                                      | 1947           |
| Naucoria subvelosa                          | Murrill                                     | 1912           |
| Naucoria succinea                           | Velen.                                      | 1947           |
| Naucoria sulcata                            | Velen.                                      | 1921           |
| Naucoria tantilla                           | J. Favre                                    | 1955           |
| Naucoria tenacior                           | Rick                                        | 1961           |
| Naucoria thymiphila                         | Velen.                                      | 1947           |
| Naucoria transversa                         | Naveau                                      | 1923           |
| Naucoria truncicola                         | Velen.                                      | 1921           |
| Naucoria tsugae                             | Velen.                                      | 1947           |
| Naucoria tubariiformis                      | Murrill                                     | 1917           |
| Naucoria turfosa                            | Naveau                                      | 1923           |
| Naucoria uliginosa                          | Peck                                        | 1902           |
| Naucoria umbonata                           | Velen.                                      | 1921           |
| Naucoria umbrina                            | Bres.                                       | 1900           |
| Naucoria umbriniceps                        | Murrill                                     | 1917           |
| Naucoria urticacea                          | Velen.                                      | 1947           |
| Naucoria usambarensis                       | Eichelb.                                    | 1906           |
| Naucoria velenovskyi                        | Pilát                                       | 1930           |
| Naucoria velutina                           | Murrill                                     | 1917           |
| Naucoria viscosa                            | Velen.                                      | 1921           |
| Naucoria washingtonensis                    | Murrill                                     | 1917           |
| Naucoria weberiana                          | Henn.                                       | 1896           |
| Naucoria zenkeriana                         | Henn.                                       | 1901           |
| Naucoria zonata                             | E. Ludw. & Reil                             | 2001           |